# Okres Beruň-Lędziny
Okres Beruň-Lędziny (Bieruń-Lędziny; polsky Powiat bieruńsko-lędziński) je okres v polském Slezském vojvodství. Rozlohu má 158 km² a v roce 2023 zde žilo 59 538 obyvatel. Sídlem správy okresu je město Beruň.

## Gminy
Městské:
- Beruň
- Imielin
- Lędziny

Vesnické:
- Bojszowy
- Chełm Śląski

## Města
- Beruň
- Imielin
- Lędziny